# Servus, Schwiegersohn!
Servus, Schwiegersohn! ist ein deutscher Fernsehfilm aus dem Jahr 2019 der im Auftrag der ARD-Degeto von der Yalla Productions GmbH für Das Erste produziert und im Rahmen der Reihe Endlich Freitag im Ersten erstausgestrahlt wurde. Regie führte Mike Marzuk, das Drehbuch schrieben Mike Viebrock und Enno Reese. Die Hauptfigur Toni Freitag ist eigentlich Türke, lebt aber seit vielen Jahren gut integriert, verheiratet und beruflich erfolgreich in Bayern. Nun will er verhindern, dass seine Tochter Franzi den Türken Osman, eine Urlaubsbekanntschaft, heiratet.

## Handlung
Toni Freitag ist stolzer Vater einer erwachsenen Tochter, glücklicher Ehemann, selbständiger Handwerker, wohl gelittenes Gemeindemitglied, aktiv in Schützenverein und Freiwilliger Feuerwehr und darüber hinaus Bayer mit Leib und Seele. Dass er eigentlich Türke ist, dass „Toni“ einst sein Spitzname war und er eigentlich Tolga Büyüktürk hieß, hat er nach der Heirat mit seiner deutschen Frau Anne Freitag mehr als erfolgreich verdrängt. 
Als diese ihn völlig unerwartet daran hindern will seine Tochter bei deren Rückkehr aus dem Mallorca-Urlaub vom Bahnhof abzuholen, beschleicht ihn ein merkwürdiges Gefühl. Und richtig, denn es stellt sich nach und nach heraus, dass Tochter Franzi ihren Urlaub in Wirklichkeit in Bodrum, Tonis Geburtsort in der Türkei, verbracht hat, um mehr über ihre türkischen Wurzeln zu erfahren, dort die Liebe ihres Lebens kennengelernt hat und obendrein seine Frau von allem wusste. Doch damit nicht genug – Tochter Franzi hat ihren neuen Lebensgefährten, den türkischstämmigen Berliner Informatikstudenten Osman Göker, gleich mit in die bayrische Heimat gebracht und noch auf dem Bahnhof kommt es zum ersten Kontakt mit dem Vater, bei dem ihn Osman auch gleich auf Türkisch anspricht.
Toni ist fassungslos, und da er weder von Osman noch von dessen Beziehung zu seiner Tochter begeistert ist, braucht es nicht lange, bis Vater und Tochter Streit haben. Aus Frust erzählt ihm Franzi deshalb, dass sie und Osman heiraten wollen. Spätestens jetzt klingeln bei Toni die Alarmglocken, denn nach seiner Vorstellung gehört ein echter Kerl wie der Dorfpolizist Bene, der zudem auch noch der Sohn seines wichtigsten Auftraggebers ist, an die Seite seiner Tochter. Toni nimmt sich vor, die Tochter und den vermeintlichen Schwiegersohn auseinanderzubringen. In Osmans Vater Mesut findet er sogar einen Verbündeten (schließlich ist Franzi ja nicht einmal eine richtige Türkin), doch dessen Versuch, das Problem mit Abführmitteln aus der Welt zu schaffen, misslingt erwartungsgemäß kläglich. Toni gelingt es aber, Osman dazu zu bringen, in Tonis Firma auf einer Baustelle auszuhelfen. Dort schikaniert er ihn mit unangenehmen Tätigkeiten. Dabei vergisst er völlig, dass es um seine Firma derzeit nicht gut bestellt ist und er eigentlich kurz vor der Insolvenz steht. Er schreckt nicht einmal davor zurück, durch Dorfpolizist Bene geheime Erkundungen über Osman einzuholen, um diesen vor der Tochter damit zu kompromittieren.
Letztendlich erreicht Toni sein Ziel, und die beiden trennen sich. Damit jedoch hängt der Haussegen gänzlich schief, und er hat Frau und Tochter gegen sich. Toni wird klar, dass er einen großen Fehler gemacht hat und setzt alles daran, Osman und seine Tochter wieder zu versöhnen – dass er damit unbewusst auch seine Firma rettet, wird ihm erst später klar.

## Hintergrund
Adnan Maral, der auch Produzent des Films ist, hat sich die Rolle des Toni auf den Leib schreiben lassen. Von ihm stammt auch die Idee zum Film, aus der Mike Viebrock und Enno Reese dann das Drehbuch formten. Der Film ist nicht die erste gemeinsame Arbeit des Trios. Auch die ARD-Komödie Zaun an Zaun aus dem Jahr 2017 entstand in dieser Zusammenarbeit.
Servus, Schwiegersohn! wurde vom 17. Oktober bis 16. November 2018 in München und im Bayerischen Oberland gedreht.

## Rezeption

### Einschaltquoten
Die Erstausstrahlung am 11. Oktober 2019 zur Hauptsendezeit um 20.15 auf Das Erste wurde von 5,47 Millionen Zuschauern verfolgt, was einem Marktanteil von 19,2 % entspricht. Von den jüngeren Zuschauern entschieden sich 11,7 Prozent für den Film.

### Kritik
„Wenn Kulturen aufeinanderprallen und männliche Sturheit auf weibliche Entschlusskraft trifft. In ‚Servus, Schwiegersohn‘ stimmt alles.“

„Regisseur Mike Marzuk hat eine rundum köstliche, bis in die kleinste Rolle prächtig besetzte Sommerkomödie über den Zusammenprall der Kulturen geschaffen, die hinsichtlich Dialogwitz, intelligenter Situationskomik und Tiefgang jederzeit gegen einschlägige Filme wie ‚Maria, ihm schmeckt’s nicht‘ oder ‚My Big Fat Greek Wedding‘ bestehen kann.“

„Von Originalität kann zumindest hinsichtlich der Bildgestaltung (Diethard Prengel) bei ‚Servus, Schwiegersohn!‘ allerdings kaum die Rede sein; der Film sieht aus, wie Freitagsfilme im ‚Ersten‘ nun mal aussehen, inklusive schöner Nebelaufnahmen vom herbstlichen Oberbayern. Ähnlich stereotyp fallen auch einige Figuren aus. [...] Das ändert jedoch nichts daran, dass die Komödie auch dank der munteren Dialoge, vieler witziger Einfälle und dem Spiel mit Klischees unterhaltsam & sehenswert ist.“

„[...] angenehm subtil und gleichzeitig unverkennbar deutlich erzählt dieser Film von der Krux mit den zwei Kulturen: Als Deutschtürkin ist man für die Deutschen die Türkin und für die Türken die Deutsche, während Toni über die Jahrzehnte noch so Teil der alpinen Kulisse geworden sein kann, – wenn er gegen die Kerninteressen von Franzis Verflossenem und dessen reaktionären Vater handelt, ist er nicht mehr der Bayer, wie er im Buche steht, sondern der Türke.“